# Saúl Calandra
Saúl Calandra, född 22 oktober 1904 i La Plata, död 14 maj 1973, var en argentinsk fotbollsspelare.
Calandra blev olympisk silvermedaljör i fotboll vid sommarspelen 1928 i Amsterdam.